# زیورآلات سوراخ‌کاری بدن
زیورآلات سوراخ‌کاری بدن (انگلیسی: Body piercing jewellery) به انواعی از جواهرات گفته می‌شوند که در سوراخ‌کاری بدن استفاده می‌شوند. انواع زیادی از این نوع زیورآلات وجود دارند از جمله: وزنه‌ای، حلقهٔ مهرهٔ اسیر، عصای شاهزاده، حلقه ناف، شمعی، مارپیچی. علاوه بر طلا و نقره از مواد مختلفی برای ساخت جواهرات سوراخ کاری استفاده می‌شوند که می‌توان به انواع مختلف پلاستیک، فولاد، تیتانیوم، چوب، کهربا، سنگ، سیلیکون، عاج، استخوان و حتی چینی اشاره نمود. این جواهرات طیف بسیار گسترده‌ای از طراحی‌های مختلف را دارند.

## نگارخانه

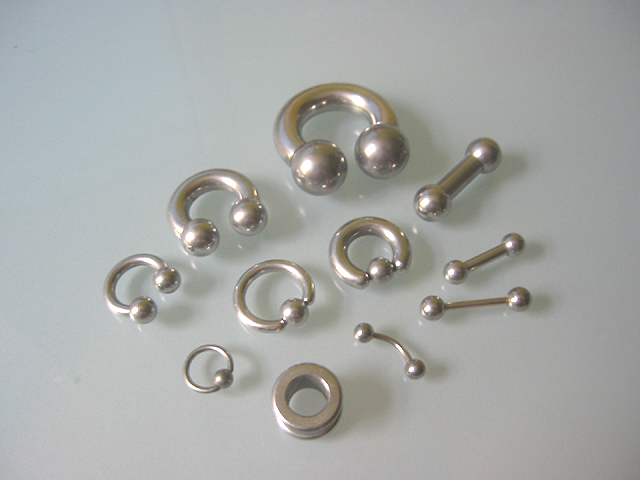
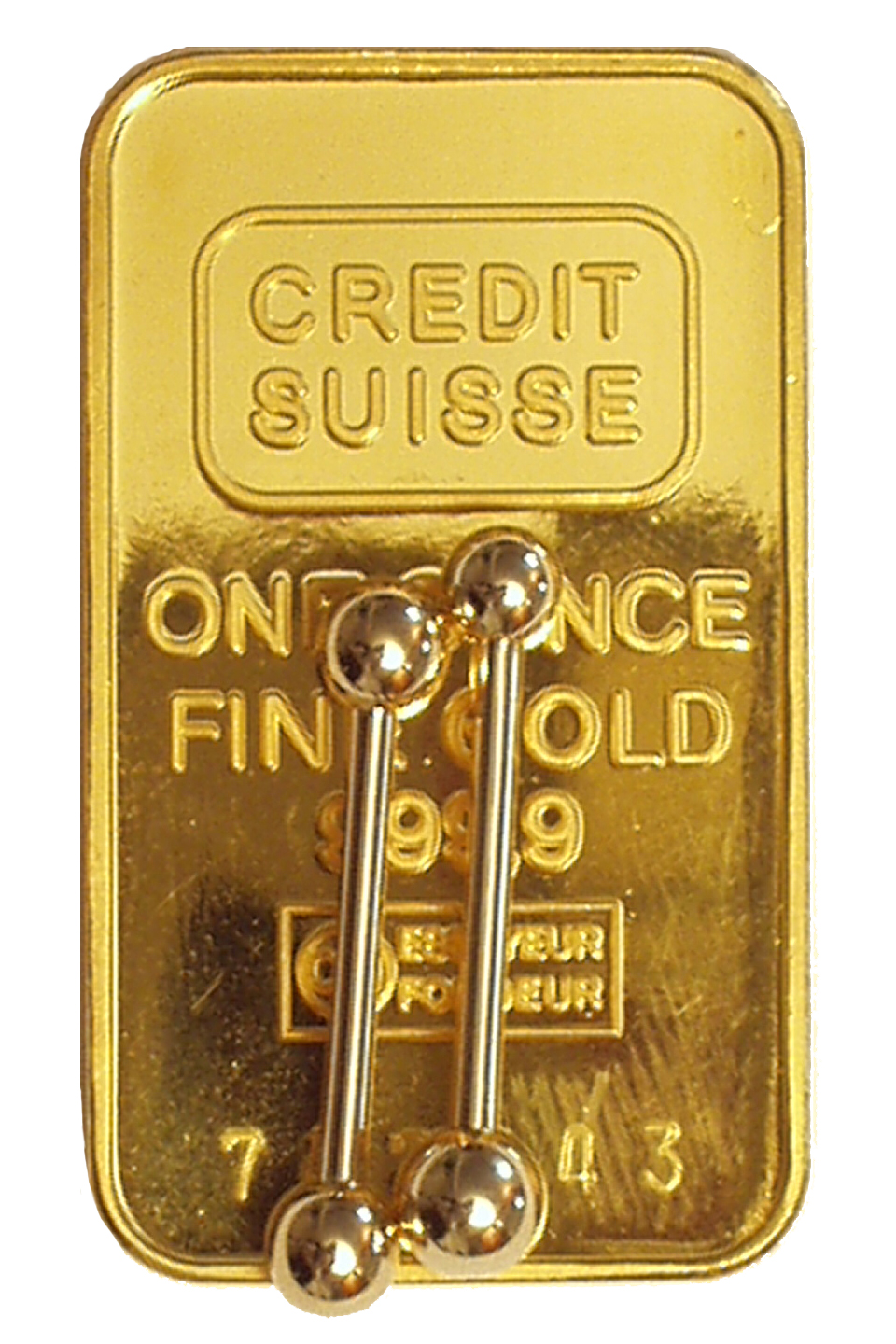
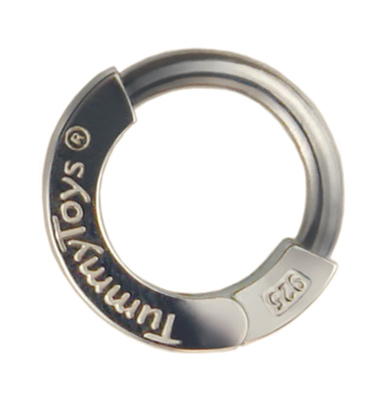
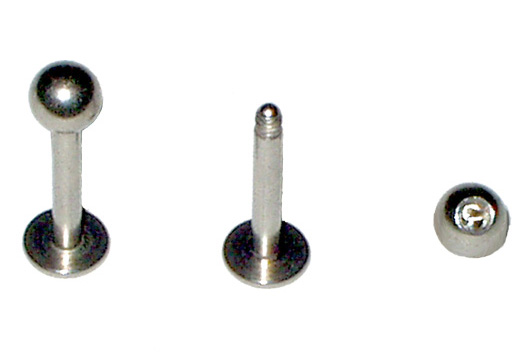
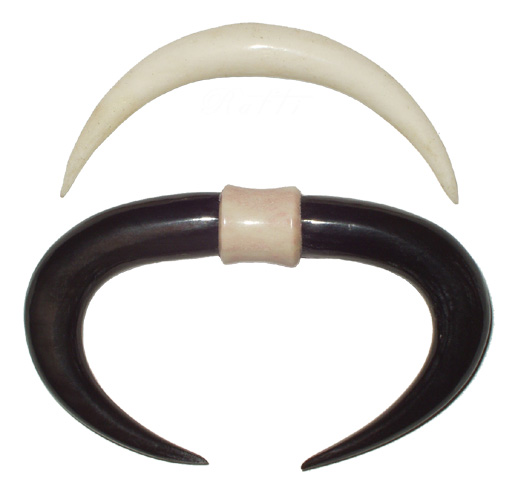
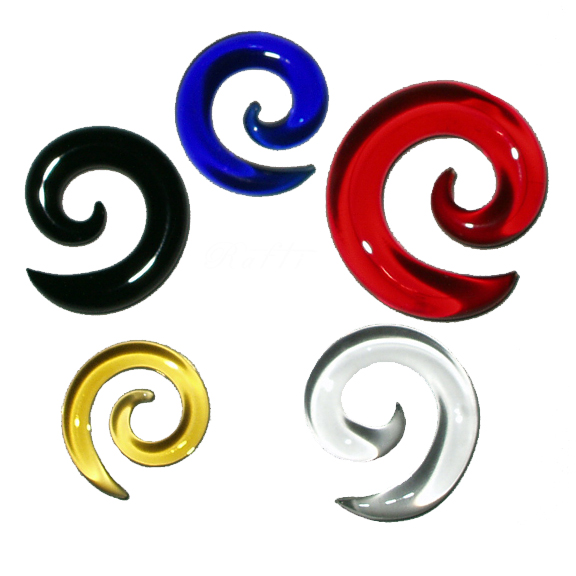
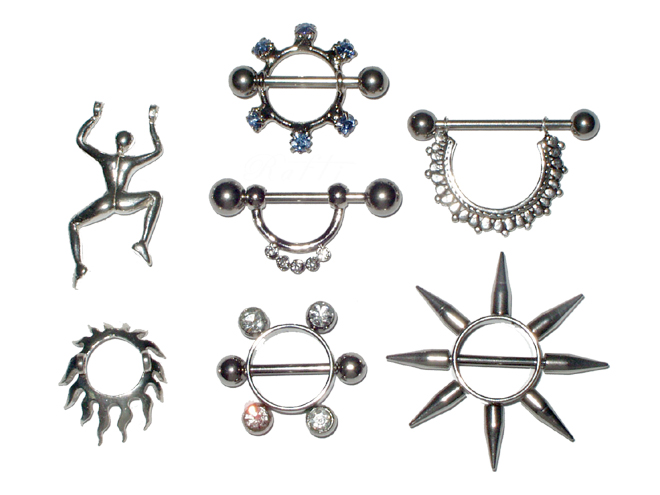
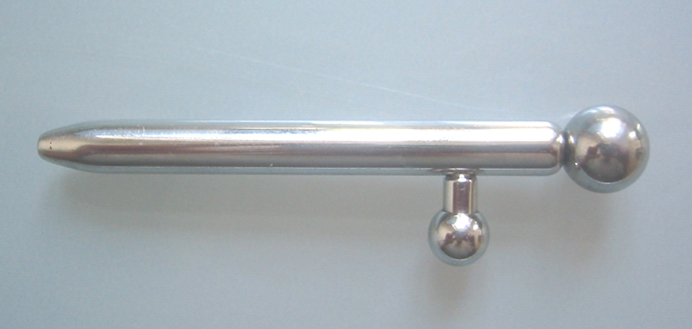
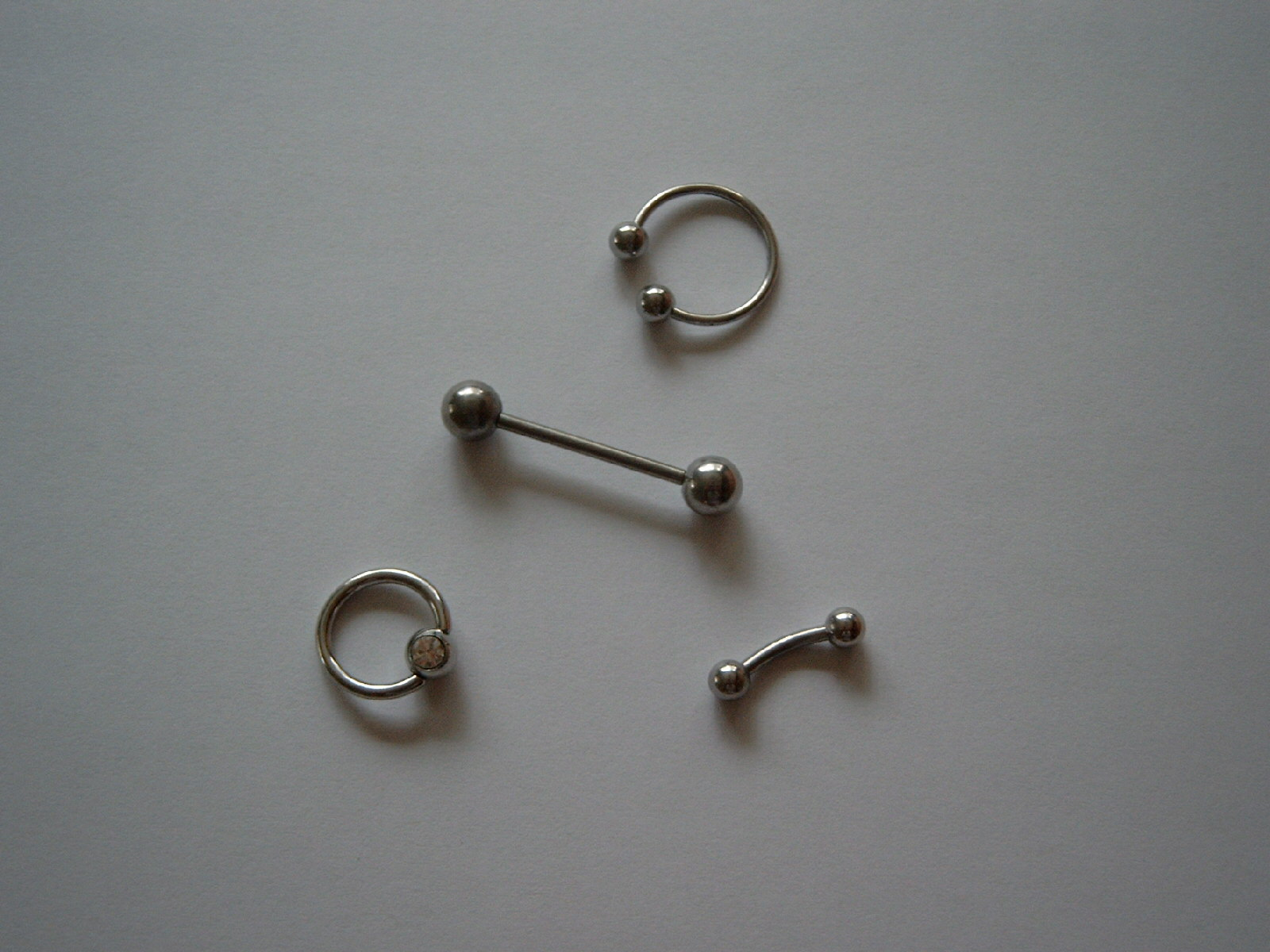